# Tanggung (Kepanjenkidul)
Tanggung is een bestuurslaag in het regentschap Blitar van de provincie Oost-Java, Indonesië. Tanggung telt 4656 inwoners (volkstelling 2010).